# Fantastic Four (1967)
Fantastic Four is een animatieserie van Hanna-Barbera Productions, gebaseerd op de Marvel Comics serie Fantastic Four. De serie liep van 9 september 1967 tot 28 september 1968, en bestond uit 20 afleveringen. De serie, met karakterontwerpen van Alex Toth, werd uitgezonden door het Amerikaanse televisiebedrijf ABC.

## Stem cast
- Gerald Mohr - Mr. Fantastic (Reed Richards)
- Jo Ann Pflug - Invisible Woman (Susan Storm Richards)
- Jack Flounders - Human Torch (Johnny Storm)
- Paul Frees - The Thing (Benjamin J. Grimm)/The Watcher/Verschillende stemmen

## Trivia
- In veel afleveringlijsten van de serie wordt Ted Cassidy aangeduid als de stem van Thing. In werkelijkheid deed Paul Frees Things stem.

- Oorspronkelijk zou Namor the Sub-Mariner een gastoptreden krijgen in de serie. Dit ging niet door omdat de rechten op dit personage op dat moment in handen waren van Grantray-Lawrence Animation. Daarom kreeg Triton van de Inhumans deze gastrol.

- In de aflevering "Galactus", heeft Sue Richards (Invisible Woman) de rol van de persoon die de Silver Surfer dingen leert over menselijkheid. In de strips had Things vriendin Alicia Masters deze rol.

## Afleveringen

### Seizoen 1
1. Klaws
2. Menace Of The Mole Men
3. Diablo
4. The Red Ghost
5. Invasion Of The Super-Skrulls
6. Three Predictions Of Dr. Doom
7. The Way It All Began
8. Behold A Distant Star
9. Prisoners Of Planet X
10. The Mysterious Molecule Man
11. Danger In The Depths
12. Demon Of The Deep
13. Return Of The Mole Man
14. It Started On Yancy Street
15. Galactus
16. The Micro World Of Dr. Doom
17. Blastaar
18. The Terrible Tribunal
19. Rama-Tut
20. The Deadly Director